# Robert Wohlfeil
Robert Wohlfeil (* 8. Januar 1889 in Conradswalde (heute poln.: Koniecwałd) bei Stuhm in Westpreußen; † 13. Juni 1940 im KZ Sachsenhausen) war ein Priester der katholischen Kirche und Gewaltopfer.

## Leben
Nach dem Abitur besuchte Wohlfeil das Priesterseminar in Pelplin. Seine Doktorarbeit in Freiburg musste er aus gesundheitlichen Gründen unterbrechen. Die Priesterweihe wurde 1917 vollzogen. Danach arbeitete er als Geistlicher in verschiedenen Gemeinden in der Diözese Kulm und der Freien Stadt Danzig.
Nach seinem Pfarrvikariat in Bruß wurde er 1932 vom Danziger Bischof Eduard O’Rourke zum Pfarrer in Kladau (Kłodawa) ernannt. Dort setzte Wohlfeil die Arbeit an seiner Dissertation fort.
Da er die Nazis im Danziger Freistaat wiederholt kritisiert und Predigten in polnischer Sprache gehalten hatte, wurde Wohlfeil sofort nach Ausbruch des Zweiten Weltkriegs in Praust inhaftiert. Danach wurde er in das Zivilgefangenenlager Neufahrwasser überführt und zu Aufräumarbeiten auf der Westerplatte gezwungen.
Im Februar 1940 erfolgte die Überstellung in das KZ Stutthof (Gefangenennummer 5816) und im April 1940 der Transport ins KZ Sachsenhausen bei Oranienburg (Gefangenennummer 23398). Dort wurde der Priester wiederholt drangsaliert und misshandelt. Nach Augenzeugenberichten starb Wohlfeil, nachdem ihn einer der Kapos bei Dacharbeiten von der Priesterbaracke gestoßen hatte.
Neben Wohlfeil zählten zu den Opfern auch die deutschen Pfarrer Johann Aeltermann, Bruno Binnebesel und Ernst Karbaum, deren Widerstand gegen den Nationalsozialismus bereits vor dem Krieg bekannt war.
Sein Bruder Edmund Wohlfeil (* 1902) war 1939 Vikar im polnischen Rumia bei Gdingen. Er wurde vor dem 11. November 1939 im Rahmen der Intelligenzaktion bei Piaśnica erschossen.

## Gedenken
Eine Gedenktafel an der Marienkapelle in Söder bei Hildesheim nennt seinen Namen.
Die katholische Kirche hat Pfarrer Robert Wohlfeil als Glaubenszeugen in das deutsche Martyrologium des 20. Jahrhunderts aufgenommen.